# René Binder
René Binder (Innsbruck, 1 de janeiro de 1992) é um automobilista austríaco. É sobrinho de Hans Binder, piloto de Fórmula 1 entre 1976 e 1978, e filho de Franz Binder, também ex-piloto de automobilismo.

## Carreira
Iniciou sua carreira no kart, em 2002, mudando de categoria seis anos depois. Durante esse período, ficou em terceiro lugar no Campeonato Alemão de Kart (categoria Júnior) em 2007 e foi vice-campeão na divisão Challenger em 2008.
Sua primeira competição como piloto profissional foi a ADAC Formel Masters, em 2009, onde conqustou três pódios. Na Fórmula 3 Alemã, teve duas passagens: entre 2010 e 2011, obteve apenas dois pódios, tendo ainda tempo para correr duas provas do Campeonato de Fórmula Dois da FIA em 2011. Retornaria à F-3 alemã em 2012, e desde então conquistou duas vitórias.

## GP2 Series
Binder fez sua estreia na GP2 Series na Feature Race do GP da Bélgica, pela equipe Venezuela GP Lazarus, substituindo o venezuelano Giancarlo Serenelli, afastado por problemas físicos.